# Michel Fournier
Pour les articles homonymes, voir Fournier.
Michel André Fournier, né le 9 mai 1944 à Treban dans l'Allier, est un parachutiste français retraité de Armée de terre française. Ses records, et par association le projet de saut stratosphérique dont il était l’auteur, ont subi des controverses au sein de la communauté parachutiste,,.

## Parachutisme
Michel Fournier totalise, selon la présentation qui était sur le site web de son ancien projet « The Big Jump », plus de 8 700 sauts en parachute en 2013, dont le record de France de hauteur établi à 12 000 m. Cependant, ces données ont été contestées par Patrick de Gayardon,, le magazine Paramag,, et ont fait l'objet d'une vive controverse sur internet. Aucun organisme officiel n'a jamais confirmé un seul de ses prétendus titres.

## Projet «The Big Jump»
Michel Fournier a mené, avec une équipe technique, un projet de quadruple record du monde, baptisé « The Big Jump » (anciennement « le grand saut ») qui ne s’est jamais réalisé : il s’agissait d'un saut en chute libre à partir d'un ballon à hélium à une altitude de 40 kilomètres avec trois records potentiels à la clé (hauteur atteinte par un ballon monté, hauteur de saut et chute libre de 7 min[réf. nécessaire]. Le projet S38 (projet de saut en chute libre à 38 000 mètres), né à la suite de l'explosion au décollage de Challenger en 1986, voulait démontrer la faisabilité d'un sauvetage d'astronaute. Le projet S38 développé par le CNES a vu ses financements interrompus en 1989, à la suite de l’abandon du projet de navette européenne Hermès. Michel Fournier reprit alors les technologies de S38 pour continuer l'aventure, mais disposait d'un budget insuffisant pour le mener à terme. 
Toutes les tentatives annoncées ou effectuées (2002, 2003, 2008,, mai 2009, 16 mai 2010) ont échoué. La tentative annoncée pour fin mai 2011 n'a pas eu lieu.
Début 2010, l'Autrichien Felix Baumgartner s'est lancé dans une aventure similaire ; il détient les records sur ce genre de sauts, établis le 14 octobre 2012 : saut d'une altitude de 39 000 mètres et pointe de vitesse de 1 342 km/h. Fin 2014, Alan Eustace, un cadre de chez Google, a battu le record d'altitude de 2012, en sautant depuis 41 419 mètres.

### Documentaire
- Carole Pither, Jean-Philippe Navarre, « Le grand saut », Émission Sur les docks, sur franceculture.fr, France Culture, 7 juillet 2011 (consulté le 16 octobre 2012)